# Czesław Matusewicz
 Czesław Matusewicz  (ur. 1 stycznia 1931 w Niestaniszkach, zm. 23 kwietnia 2021) – polski psycholog, socjolog, prof. dr hab., wykładowca akademicki, w latach 1982-1984 rektor Wyższej Szkoły Pedagogiki Specjalnej.

## Życiorys
W latach 1940–1946 zesłaniec syberyjski. W 1965 r. uchwałą Rady Wydziału Filozoficzno-Historycznego Uniwersytetu im. Adama Mickiewicza w Poznaniu uzyskał stopień doktora nauk humanistycznych. Uchwałą Rady tegoż Wydziału uzyskał w 1975 r. stopień doktora nauk humanistycznych w zakresie psychologii. Sekretarz Komitetu Uczelnianego PZPR na Uniwersytecie im. Adama Mickiewicza w Poznaniu w roku akademickim 1971/1972. Od 1980 r. profesor nauk humanistycznych. Był związany z Wyższą Szkołą Humanistyczno-Przyrodniczą w Sandomierzu, później pracownik naukowy Wyższej Szkoły Finansów i Zarządzania w Warszawie. Do obszaru swoich zainteresowań zaliczał problem autoprezentacji i percepcji w praktyce społecznej, np. proces kształtowania się pierwszego wrażenia.

## Wybrane publikacje
- Wprowadzenie do psychologii, Warszawa, 2006.
- Widowisko sportowe. Analiza psychospołeczna, Warszawa, 1990.
- Rosińska Z., Kierunki współczesnej psychologii, ich geneza i rozwój, Warszawa, 1984.
- Humor, dowcip, wychowanie. Analiza psychospołeczna, Warszawa, 1976.
- Psychologia wartości, Warszawa, 1975.
- Charakter i motywy aktywności młodzieży starszej, Poznań, 1968.